# Ephippiochthonius siculus
Espèce
Synonymes
- Chthonius siculus Beier, 1961

Ephippiochthonius siculus est une espèce de pseudoscorpions de la famille des Chthoniidae.

## Distribution
Cette espèce est endémique d'Italie,. Elle se rencontre en Sicile, en Sardaigne, aux Pouilles, en Campanie et au Latium,

## Description
Les mâles mesurent de 1,0 à 1,5 mm et les femelles de 1,2 à 1,6 mm.

## Publication originale
- Beier, 1961 : Ueber Pseudoscorpione aus sizilianischen Hohlen. Bolletino Accademia Gioenia di Scienze Naturali in Catania, sér. 4, vol. 6, p. 89-96.